# Homeland (Géorgie)
Pour les articles homonymes, voir Homeland.
Homeland est une ville américaine située dans le comté de Charlton, en Géorgie. Selon le recensement de 2020, sa population est de 886 habitants.